# Lijst van onderwerpen uit Try Before You Die
Dit is een lijst met onderwerpen uit het BNN-programma Try Before You Die. Naast het onderwerp staat tussen haakjes vermeld wie de stunt of actie heeft uitgevoerd. 
- Seizoen 1: 19 september 2005 t/m 31 oktober 2005
- Seizoen 2: 4 september 2006 t/m 23 oktober 2006
- Seizoen 3: 23 september 2007 t/m 4 november 2007
- Seizoen 4: 7 september 2008 t/m 2 november 2008
- Seizoen 5: 15 november 2009 t/m 17 januari 2010

## Seizoen 1

### Aflevering 1
- Penalty nemen in stadion (Kürt Rogiers)
- In zee met witte haaien (Katja Schuurman)
- Peepshow geven en als prostituee werken (Sophie Hilbrand)
- Schieten met een tank (Eddy Zoëy)
- Fontein met schuim (Bridget Maasland)
- Zwemmen in de Dode Zee (Patrick Lodiers)
- Cabrio in een wasstraat (Filemon Wesselink)

### Aflevering 2
- Afreageren in een souvenirwinkel (Bridget Maasland)
- Vliegen in een F-16 (Sophie Hilbrand)
- Seksleven in Las Vegas (Kürt Rogiers)
- Kickboksen met Ilonka Elmont (Filemon Wesselink)
- Absinth drinken (Eddy Zoëy)
- Rughaar van Patrick Lodiers harsen (Katja Schuurman)

### Aflevering 3
- Laten stinken door een stinkdier (Eddy Zoëy)
- Meespelen in een pornofilm (Filemon Wesselink)
- Helpen in een weeshuis (Katja Schuurman)
- Een delicatesse eten uit de Filipijnen (Sophie Hilbrand)
- Dronken worden met zigeuners uit Roemenië (Bridget Maasland)
- Schieten met een Uzi (Kürt Rogiers)
- Met een lesbo op stap gaan (Katja Schuurman)

### Aflevering 4
- Hangen aan een molenwiek (Filemon Wesselink)
- Optreden in Las Vegas (Kürt Rogiers)
- Levend begraven (Sophie Hilbrand)
- Parachutesprong nemen (Patrick Lodiers)
- Van vogelangst afkomen (Bridget Maasland)
- In bad vol met Baileys (Katja Schuurman)
- Met de dikste pater van de wereld in bed gaan (Bridget Maasland)

### Aflevering 5
- Tandarts van Sophie Hilbrand (Eddy Zoëy)
- Werken bij een hondenasiel (Bridget Maasland)
- Waterskiën (Patrick Lodiers)
- Bungeejumpen (Katja Schuurman)
- Op een monstertruck rijden (Eddy Zoëy)
- Tongzoenen met een man (Kürt Rogiers)

### Aflevering 6
- In een Formule 1 raceauto rijden (Bridget Maasland)
- Op het grensgebied in Jeruzalem zijn (Patrick Lodiers)
- Predikant zijn in San Francisco (Eddy Zoëy)
- Zo veel mogelijk rondjes in een achtbaan (Kürt Rogiers & Katja Schuurman)
- Hand in een koe (Sophie Hilbrand)
- Een hoed afpakken van de politie (Filemon Wesselink)
- Haar wassen onder een waterval (Katja Schuurman)

### Aflevering 7
- Siliconenborsten voelen (Patrick Lodiers)
- Optreden met Carl Cox (Eddy Zoëy)
- Airracen (Kürt Rogiers)
- Eten met een zwerver (Katja Schuurman)
- Auto in de prak rijden (Sophie Hilbrand)
- Schoongelikt worden door katten (Sophie Hilbrand)

## Seizoen 2

### Aflevering 1
- Actievoeren voor Greenpeace (Sophie Hilbrand)
- Varen met een Jetski in de Amsterdamse Grachten (Katja Schuurman)
- Bloedworst maken (Sander Lantinga)
- Gebeten worden door een politiehond (Ruben Nicolai)
- Je eigen penis klonen (Dennis Storm)
- Klap geven met de vlakke hand (Filemon Wesselink)
- Baden in een bad vol Baileys (Katja Schuurman)

### Aflevering 2
- Streaken op Wimbledon (Sander Lantinga)
- Abseilen van de Euromast (Katja Schuurman)
- Inbreken (Ruben Nicolai breekt in bij Patrick Lodiers)
- Op schrikdraad plassen (Dennis Storm)
- Rendierenbloed drinken (Filemon Wesselink)
- Een rendier villen (Filemon Wesselink)
- Een spin over haar hand laten lopen (Sophie Hilbrand)

### Aflevering 3
- Een schapenoog eten (Katja Schuurman)
- In een bal (band) een helling af rollen (Sander Lantinga)
- Stand-upcomedian in New York (Ruben Nicolai)
- Een orgasme faken in een lunchroom (Sophie Hilbrand)
- In een ijswak springen, na bij -55°C in een tent geslapen te hebben (Filemon Wesselink)

### Aflevering 4
- In je broek plassen (Dennis Storm)
- Cheerleader worden (Sophie Hilbrand)
- Op een olifant rijden (Katja Schuurman)
- Slaafje zijn van een meesteres (Filemon Wesselink)
- Meespelen als barman in As the World Turns (Ruben Nicolai)
- Stierenballen eten (Sander Lantinga)

### Aflevering 5
- Koemelk drinken (Dennis Storm)
- Tsjernobyl bezoeken (Katja Schuurman)
- Zingen op de Uitmarkt (Sophie Hilbrand)
- Brand bestrijden (Filemon Wesselink)
- Werken bij een sekslijn (Ruben Nicolai)
- Bekogeld worden in een schandblok (Sander Lantinga)

### Aflevering 6
- Een gebouw slopen (Katja Schuurman)
- Stierenrennen in Pamplona (Sander Lantinga)
- Naar een Siberische sauna gaan (Filemon Wesselink)
- Op pad met de paparazzi (Sophie Hilbrand)
- Jureren tijdens een wet T-shirt contest (Dennis Storm)
- Moedermelk drinken (Filemon Wesselink)
- Op hete kolen lopen (Ruben Nicolai)
- Klap geven met vlakke hand (Filemon Wesselink)

### Aflevering 7
- Krumping (Sophie Hilbrand)
- Vrije val van 8 meter (Filemon Wesselink)
- Dagje meedraaien in een hondenschoonheidssalon (Ruben Nicolai)
- In elkaars gezicht spugen (alle presentatoren)
- Wakker worden naast Katja Schuurman (Dennis Storm)
- Jezelf in brand steken (Dennis Storm)

## Seizoen 3

### Aflevering 1
- Carnaval vieren in Rio de Janeiro (Sophie Hilbrand)
- Door een raam springen (Yolanthe Cabau van Kasbergen)
- Aan skeleton doen (Sander Lantinga)
- Door een slang laten bijten (Dennis Storm)
- Aan de noodrem van een trein trekken (Nicolette Kluijver)
- Door blokken beton slaan (Katja Schuurman)

### Aflevering 2
- Een kind ter wereld brengen (Filemon Wesselink)
- Een Lapdance geven (Yolanthe Cabau van Kasbergen)
- Basejumpen vanaf de Macau-toren in China (Dennis Storm)
- Vissen in Amerika (Sander Lantinga)
- Door een slagboom heen rijden (Katja Schuurman)
- Een blauw kontje krijgen, de anderen met een bal tegen haar kont schieten (Nicolette Kluijver)

### Aflevering 3
- Met blote voeten in de hondenpoep staan (Filemon Wesselink)
- Duizenden bijen op je lijf (Nicolette Kluijver)
- Lippen inspuiten (Filemon Wesselink, Sophie Hilbrand)
- Meedoen aan Te land, ter zee en in de lucht (Ruben Nicolai, Sander Lantinga)
- Hans Klok assisteren in Las Vegas (Katja Schuurman)
- Uit een rijdende auto springen (Dennis Storm)

### Aflevering 4
- Elkaar Tongzoenen (Katja Schuurman, Sophie Hilbrand)
- Meedoen aan een rodeowedstrijd (Dennis Storm)
- Jezelf opereren (Ruben Nicolai)
- Op een vleugel staan van een stuntvliegtuig (Yolanthe Cabau van Kasbergen)
- Een Healing bijwonen (Sander Lantinga)
- Borsten ontbloten in openbaar (Nicolette Kluijver)

### Aflevering 5
- Baden in een bad van meelwormen (Yolanthe Cabau van Kasbergen)
- Levend kanonskogel zijn (Filemon Wesselink)
- Naar een militair bootcamp in Scandinavië (Nicolette Kluijver)
- Een Hole in One slaan (Ruben Nicolai)
- Meedoen aan een eetwedstrijd (Dennis Storm)

### Aflevering 6
- De heetste peper van de wereld eten (Sander Lantinga)
- Koorddansen voor Circus Renz (Ruben Nicolai)
- Op een Grand-Prix-motor (Katja Schuurman)
- Gewichtloos in een Paraboolvlucht (Sander Lantinga)
- Poseren voor de Amerikaanse Playgirl Magazine (Dennis Storm)
- Aangereden worden door een auto (Filemon Wesselink)

### Aflevering 7
- Voedselgevecht (Iedereen)
- In een Revue in Las Vegas dansen. (Katja Schuurman)
- De Alpe d'Huez beklimmen (Filemon Wesselink, Dennis Storm, Ruben Nicolai, Sander Lantinga)
- Met de brandslang op de andere presentatoren spuiten (Ruben Nicolai)
- Meelopen met (mannelijke) transseksuelen in Brazilië (Sophie Hilbrand)
- Meedoen aan een bangerrace  (Nicolette Kluijver)

## Seizoen 4

### Aflevering 1
- De kieteldood ondergaan (Nicolette Kluijver)
- Deelnemen aan een kamelenrace (Sophie Hilbrand)
- Basejumpen vanaf een brug (Sander Lantinga)
- Een bom in de Noordzee onschadelijk maken (Katja Schuurman)
- Spuugbier drinken (Steyn de Leeuwe)
- In een golfbad zwemmen (Filemon Wesselink)

### Aflevering 2
- Een looping maken in een straaljager (Ruben Nicolai)
- Deelnemen aan een messenwerpact (Sophie Hilbrand)
- Tornadojagen in Texas (Nicolette Kluijver)
- Meedoen met rock-aanbidders in Japan (Filemon Wesselink)
- Meester zijn van een slaafje (Sander Lantinga)
- Racen in een speedboat (Katja Schuurman, Dennis Storm)
- Aan een liaan slingeren (Steyn de Leeuwe)

### Aflevering 3
- Een kurk van een fles slaan met een zwaard (Ruben Nicolai)
- Elkaar tongzoenen (Filemon Wesselink, Sander Lantinga)
- De Mont Blanc beklimmen (Sophie Hilbrand, Sander Lantinga)
- Achter een kaas die van een berg afrolt aanrennen (Nicolette Kluijver)
- In een restaurant eten zonder te betalen (Steyn de Leeuwe)
- Jezelf opsturen in een pakketje (Dennis Storm)
- Op een menselijke piramide klimmen (Katja Schuurman)

### Aflevering 4
- Stagediven (Steyn de Leeuwe)
- In een ton vol vloeibaar boter vallen (Katja Schuurman)
- Opgeleid worden tot Ninja (Filemon Wesselink)
- Onder het ijs op een meer doorzwemmen (Nicolette Kluijver)
- Aansluiten in een etappe van de Tour de France (Sander Lantinga)
- Trouwen met een hond (Sophie Hilbrand)
- De 'Hey, biertje!'-reclame nadoen (Dennis Storm)
- Paintballen (iedereen)

### Aflevering 5
- Liften (Nicolette Kluijver)
- Een bokswedstrijd tegen meerdere mensen (Dennis Storm)
- Fotoshoot voor Playboy doen (Ruben Nicolai)
- Een Formule 1 race rijden (Sophie Hilbrand)
- Hotelkamer vernielen (Katja Schuurman)
- Een alligator vangen met blote handen (Steyn de Leeuwe)
- Voetbal door een raam trappen (Sander Lantinga)

### Aflevering 6
- Een wassen beeld in Madame Tussauds nadoen (Katja Schuurman)
- Duizendjarig ei eten (Iedereen behalve Sander Lantinga)
- In de jungle van Peru gedropt worden (Steyn de Leeuwe)
- Zo veel mogelijk beha's binnen een minuut losmaken (Dennis Storm)
- In een aflevering Nederland in Beweging! meedoen (Filemon Wesselink, Sander Lantinga)
- Slangen bezweren (Sophie Hilbrand)

### Aflevering 7
- Hete curry met insecten eten (Sophie Hilbrand)
- Bobsleeën (Nicolette Kluijver, Dennis Storm)
- Zo veel mogelijk leden voor BNN werven (Katja Schuurman, Ruben Nicolai)
- Kogelvis fileren en opeten (Filemon Wesselink)
- In een propvolle trein in Japan meereizen (Filemon Wesselink)

### Aflevering 8
- Op een spijkerbed liggen en mensen op je laten staan (Steyn de Leeuwe)
- Spelen in een Bollywood-film (Sophie Hilbrand)
- Host spelen in een hostclub (Filemon Wesselink)
- Als jockey rijden in een paardenrace (Nicolette Kluijver)
- In tweeën worden gezaagd tijdens een goochelact (Nicolette Kluijver)

## Seizoen 5

### Aflevering 1
- Je mond spoelen met zeep (Steyn de Leeuwe)
- Duur servies kapot gooien in een winkel (Valerio Zeno)
- Strippen in een stripclub (Filemon Wesselink)
- Meewerken met Bounty Girls in Miami (Nicolette Kluijver)
- Van een trap af rollen (Dennis Storm)

### Aflevering 2
- Over je heen laten lopen door een olifant (Zarayda Groenhart)
- Als Spider-Man een gebouw beklimmen (Steyn de Leeuwe)
- Zingen in een boyband (Filemon Wesselink, Valerio Zeno, Dennis Storm en Sander Lantinga)
- Meedoen aan de tough guy challenge (Geraldine Kemper)
- Iemand uit de zee redden (Nicolette Kluijver)

### Aflevering 3
- Over glas lopen (Sander Lantinga)
- Liegende Hollander zijn (Dennis Storm)
- 1 minuut gratis winkelen (Zarayda Groenhart, Filemon Wesselink en Valerio Zeno)
- Op skates met straalmotoren rijden (Sander Lantinga)
- Een real-doll van jezelf laten maken (Nicolette Kluijver)
- Roeien (Steyn de Leeuwe, Geraldine Kemper, Zarayda Groenhart, Nicolette Kluijver en Valerio Zeno)

### Aflevering 4
- Achter het behang worden geplakt (Dennis Storm)
- In een rap-video figureren (Zarayda Groenhart)
- Piets weerbericht presenteren (Sander Lantinga)
- Over auto's springen met een crossmotor (Valerio Zeno)

### Aflevering 5
- Tongzoenen met een bejaarde man (Geraldine Kemper)
- Opgeleid worden tot Afrikaanse krijger (Steyn de Leeuwe)
- Nogmaals de Ronde van Frankrijk fietsen (Filemon Wesselink)
- Graffiti spuiten in New York (Valerio Zeno)
- Een auto de gracht in botsen in Amsterdam  (Sander Lantinga)

### Aflevering 6
- Een iemand mag met het paintballpistool schieten en mag er 7 keer mee schieten maar later mogen zij 7 keer op hem schieten (Iedereen, Valerio Zeno mocht schieten)
- Fietskoerier in New York zijn (Zarayda Groenhart)
- Een rolletje in CSI: New York (Nicolette Kluijver)
- Jagen in Mongolië (Filemon Wesselink)
- In Volendamse kleding op de foto gaan (Zarayda Groenhart, Nicolette Kluijver, Steyn de Leeuwe en Geraldine Kemper)

### Aflevering 7
- In de stront zakken (Nicolette Kluijver)
- Als zwerver in Parijs leven (Steyn de Leeuwe)
- Rockcrawlen (Nicolette Kluijver)
- Zich laten bodypainten (Zarayda Groenhart)
- Grootste graancirkel maken (Geraldine Kemper)
- Carnaval vieren (Filemon Wesselink)